# 지니 (웹사이트)
지니(genie)는 지니뮤직에서 2012년 4월에 서비스를 시작한 대한민국의 음악 서비스이며 현재 운영중에 있다.
안드로이드와 아이폰, 윈도우에서 애플리케이션으로 서비스를 제공하지만, Mnet의 인기가요 순위와 오락 프로그램 《엠카운트다운》, 《너의 목소리가 보여》에서 가상 및 간접 광고를 적용하고 있다.

## 연혁
- 2012년 4월 지니 서비스 정식 오픈
- 2012년 9월 지니 가입자 100만명 돌파
- 2012년 11월 지니 2.0 출시
- 2012년 12월 시나위 보컬 오디션 진행
- 2012년 12월 지니 아이폰 APP 출시
- 2013년 6월10일 지니 유선 서비스 오픈
- 2013년 6월 28일 지니 안드로이드 애플리케이션 리뉴얼 (3D입체음향 오픈)
- 2013년 8월 27일 HQS (Highest Quality Sound) 음원 서비스 오픈
- 2013년 11월 22일 G-DRAGON WORLD TOUR [One Of A Kind] LIVE 음원 독점 판매 진행
- 2015년 7월 6일 서비스 음원 500만곡 돌파
- 2015년 11월 24일 서비스 음원 600만곡 돌파

## 서비스

### HQS음원 제공
HQS는 Highest Quality Sound의 약자이다 

FLAC 24bit (96KHz,192KHZ) 음원으로 CD(44KHz)보다 높은 주파수 영역대로 CD의 음악을 들을 때보다 훨씬 풍부하고 선명한 음악을 느낄 수 있는 음원이다

### 3D입체음향
3D입체음향은 지니에서 제공하는 음향 기능이다. 

지니 플레이어의 3D 이미지를 선택하여 음향 기능 중 고객이 원하는 음향 기능을 선택하여 이용할 수 있다

#### 3D입체음향 - 이어폰 모드 (XOME-i)
일반적으로 이어폰을 통해 음악을 청취하게 음악의 이미지가 머릿속 정중앙 또는 양귀속에 위치하여 답답한 소리를 들려주며 

장기 청취시 두통을 유발하게 된다.

XOME-i 모드를 설정하면 이런 부자연스러운 사운드를 머리밖으로 위치하게 하여 풍부한 사운드와 스피커로 소리를 듣는 것과

같은 편안한 감상을 제공한다.

#### 3D입체음향 - 스피커모드 (eVS)
스테레오 스피커 재생용 입체음향 효과이다 

2채널 스피커로 음악 감상 시 가상의 5채널 스피커를 머리 주변에 위치 시킨 것 같은 효과를 제공하여 5채널처럼 넓고 풍성한 사운드를 제공한다.

#### 이퀄라이저 모드 (EQ)
사운드의 9개 음역 대역 레벨을 각각 -12~12db까지 조절 가능하도록 하여 사용자 취향에 맞게 음색을 설정할 수 있다.

기본적으로 JAZZ, POP, ROCK 등 13개 프리셋 이외에 사용자가 음역 대역을 직접 조정하여 설정할 수 있는 사용자 모드를 제공한다.

#### 스테레오 및 저음강화 모드 (MEX)
이어폰 재생 시 이어폰의 부족한 저음 및 고음 재생 능력을 보상하고, 사운드의 성분을 강화하여 폭 넓은 스테레오 사운드를 제공한다.

#### 콘서트홀 모드 (LIVE)
이어폰, 스피커 청취 시 실제 콘서트홀에서 음악을 감상하는 듯한 느낌을 연출하여 넓은 공간에서 강하게 울려 퍼지는 사운드의 입체감을 제공한다.

### 음악나누기
고객이 구매한 음악나누기 권한을 이용하여 SMS, Facebook, 카카오톡 등을 통해 URL형태로 친구에게 보내면 받은 사람은 회원가입이나 상품 구매 없이 
전곡을 스트리밍 할 수 있고 보낸 친구의 음악나누기 권한에서 사용 가능 횟수가 차감된다. (안드로이드폰에서만 가능)

### 음악선물하기
보내고자 하는 고객이 금액을 지불하여 특정 MP3파일을 친구에게 SMS, Facebook, 카카오톡 등을 통해 URL 형태로 친구에게 보내면 친구는 해당 URL을 통해 MP3파일을 다운로드 받을 수 있다.

### 곡정보 페이지
지니에서 서비스되는 곡에 대해 ‘나의 재생 횟수’, ‘전체회원의 재생 횟수’, ‘해당 곡에 대한 챠트 기록 메달’, '해당 곡을 가장 많이 들은 베스트 청취자’. ‘최근 곡을 들은 청취차’, ‘곡에 대한 댓글’ 을 볼 수 있는 페이지이다.

### 3회 전곡 미리듣기
곡을 구매하기 전에 로그인 상태에서 일부 곡을 제외한 적용되어 있는 곡에 대해 아이디당 3번에 한해 전곡 미리듣기를 할 수 있다.

지니 유선 사이트와 안드로이드폰의 지니 애플리케이션의 지니 체험존에서 이용이 가능하다.

### 지니 체험존
지니체험존에 정의된 일부 곡에 대해 한달에 MP3 40곡을 무료로 다운로드 받을 수 있다.